# Onaney Muñiz Gutiérrez
Onaney Muñiz Gutiérrez (también firmaba O. Muñiz) ( 1937 - 2008 ) fue un botánico, profesor y explorador cubano.
Desarrolló extensos trabajos en el Herbario de la Academia de Ciencias de Cuba, llegando a ser su rector y curador sénior.

## Algunas publicaciones
- a.l. Borhidi, o. Muñiz. 1986. “Phytogeographic survey of Cuba II. Floristic relationships and phytogeographic subdivision”. Acta Bot. Hung. 32

### Libros
- a.l. Borhidi, o. Muñiz. 1983. Catálogo de plantas cubanas amenazadas o extinguidas. La Habana: Ed. Academia. 85 p.

- o. Muñiz. 1980. Cinco hipótesis acerca de la obra científica de Julian Acuña. Ed. Academia de Ciencias de Cuba. 15 p.
- La abreviatura «O.Muñiz» se emplea para indicar a Onaney Muñiz Gutiérrez como autoridad en la descripción y clasificación científica de los vegetales.[1]